# Mike Chernoff
Michael Terence "Mike" Chernoff (Kanada, Saskatchewan, Yorkton, 1946. május 13. – Kanada, Saskatchewan, Moose Jaw, 2011. november 13.) kanadai profi jégkorongozó.

## Karrier
Junior karrierjét az SJHL-es Moose Jaw Canucksban kezdte 1963-ban és 1966-ig játszott ebben a csapatban. Ezután jött a CPHL-es St. Louis Braves és a Dallas Black Hawks. 1968-ban egy mérkőzés erejéig felkerült az NHL-es Minnesota North Stars. Soha többet nem játszott az NHL-ben. Még ebben a szezonban lekerült a CHL-es Memphis South Starshoz majd a következő idényben a szintén CHL-es Iowa Starsnál játszott. Két szezont eltöltött az AHL-ben szereplő Cleveland Baronsnál mely az 1972–1973-as szezonban átköltözött Jacksonville-be és így Jacksonville Barons lett. Az 1973–1974-es idényt az SHL-es Roanoke Valley Rebelsnél és a WHA-s Vancouver Blazersnél töltötte. Az 1974–1975-ös idényben három csapatban is szerepelt (Vancouver Blazers, Tulsa Oilers, Johnstown Jets). 1975-ben vonult vissza.